# هفت سر اژدها
هفت سر اژدها یک مجموعهٔ تلویزیونی ایرانی به نویسندگی، کارگردانی و تهیه‌کنندگی ابوالقاسم طالبی است که از ۲۲ اسفند ۱۴۰۲ تا ۲۵ اردیبهشت ۱۴۰۳ از شبکه سه سیما پخش شده است.

## داستان
داستان این مجموع به قصه قاضی رضایی با بازی حمیدرضا هدایتی و این قاضی دست پاک و سالم که پرونده‌های کلان فساد اقتصادی را برعهده دارد در آستانه بازنشستگی مهم‌ترین پرونده فساد اقتصادی که مربوط به یکی از آقازاده هاست، پرونده فساد اقتصادی آقازاده‌ای به نام سلطان خواه با بازی مجید واشقانی را به دست می‌گیرد. فردی که براساس نفوذ پدرش که یکی از مقامات کشور و در مسائل نفتی کشور فردی تصمیم گیرنده و تأثیر گذار است وارد ماجرا می‌شود، وی با تشکیلاتی قوی، مرموز و اژدهاگونه با باندهای جنایت و فساد در داخل و خارج کشور ارتباط دارد.

## بازیگران
| بازیگر                      | نقش                                              |
| --------------------------- | ------------------------------------------------ |
| مجید واشقانی                | متین سلطان‌خواه                                   |
| حمید گودرزی                 | برمک آزاد (بازیگر)                               |
| علیرام نورایی               | سهراب (کارشناس پرونده متین سلطانخواه)            |
| جعفر دهقان                  | صمد رئوفیان (مانتیس) (مأمور سازمان اطلاعات سپاه) |
| حمید صفت                    | محمدعلی رضایی                                    |
| سیامک اطلسی                 | بهزاد نافذی (مشاور متین سلطانخواه)               |
| قطب‌الدین صادقی              | عبدالوهابی (وکیل متین سلطانخواه)                 |
| فرید قبادی                  | قاضی سیداحمد گلباشی                              |
| بردیا رحمتی                 | محمد طاها رضایی                                  |
| ناصر آقایی                  | سرآشپز مخصوص و راوی قصه                          |
| دکتر شاهین فرهنگ (روان‌شناس) | دکتر احد سماوات (روان‌شناس)                       |
| سید حمید فتوحی              |                                                  |
| شهرام عبدلی                 | مضروبین (سلطان سکه)                              |
| محمدحسین شکیباپور           | سرخه                                             |
| فرشید زارعی فرد             | دکتر محمود خرسند (تولیدکننده)                    |
| بهزاد اقطاعی                | عضو حفاظت اطلاعات سپاه                           |
| مجید رحمتی                  | فروغی (وکیل محمد علی رضایی و شپر)                |
| سروش طاهری                  | بهرام پولادی                                     |
| هدایت اله سجادی             | سردار کاملی (رئیس سازمان حفاظت اطلاعات سپاه)     |
| آرزو تاج نیا                | مینا سلطانخواه                                   |
| بهار محمدپور                | رز (ساناز)                                       |
| محمدرضا رهبری               | دشار                                             |
| هدیه رضایی                  | اقرب (دستیار متین سلطانخواه)                     |
| سرنا شاه‌قلیان               | شپر                                              |
| حمیدرضا هدایتی              | قاضی ابوالقاسم رضایی                             |
| مهران مرادی                 | بهرامیان (مشتاقی) مأمور مستعفی سازمان            |
| نوشین صفری                  | نیکو لامعی                                       |
| علیرضا جلیلی                | سیاوش (متخصص کامپیوتر و هکر)                     |
| النا آهی                    | جواهر (همسر متین سلطانخواه)                      |
| فاطمه الطافی                | سارا (زن محمدعلی)                                |
| مریم حاج محمدی              | بهار خرسند                                       |

## تولید
مراحل تصویربرداری این سریال با عنوان قبلی طلاق از ۱۳۹۸ آغاز شده بود؛ اما به دلیل دنیاگیری کووید-۱۹ در ایران متوقف شد. تولید مجموعه پس از چند بار توقف و ازسرگیری، سرانجام در ۱۴۰۲ به پایان رسید.
سریال هفت سر اژدها در ۵۱ قسمت ۴۵ دقیقه‌ای، به کارگردانی ابوالقاسم طالبی ساخته شده است.

## نقدها و واکنش‌ها
- ابوالقاسم طالبی قبل از پخش سریال گفت به دلیل ورود به موضوعات حساس و اصطلاحاً لانه زنبور برخی مفسدین اقتصادی، روزانه و شبانه باید منتظر هجمه و حمله‌های توئیتری و غیرتوئیتری باشد.[۸]
- از آن‌جا که برخی رسانه‌ها داستان این سریال را دربارهٔ پرونده‌های مهدی هاشمی رفسنجانی دانسته‌اند[۹] این مجموعه مورد هجمه رسانه‌های جناح اصلاح‌طلبان قرار گرفت و هفت سر اژدها را سریالی در راستای اهداف جناح مقابل عنوان کردند. در مقابل اغلب کاربران این رسانه‌ها نقدها را مغرضانه عنوان کردند.[۱۰][۱۱][۱۲][۱۳]
- مجید واشقانی در مصاحبه‌ای عنوان کرد که تمام این آمار و اعدادی که برخی صفحات ارائه می‌کنند به ضرس قاطع می‌گویم همه‌اش سیاست‌زده و جناحی و کاملاً مغرضانه است. به جد می‌توانم بگویم به‌عنوان یکی از عواملی که در ویترین این کار قرار گرفته‌ام بازتاب کف جامعه برای من بازتاب بسیار قابل قبولی بوده است. کمااینکه اگر چنین بازتابی نبود خودم هم منتقدش می‌شدم و این را بازگو می‌کردم که اشتباه رفتیم و الان می‌توانم بگویم درست رفتیم.[۱۴]
- این سریال مورد انتقاد پلیس هم قرار گرفت سخنگوی فراجا به انتقاد از نحوه ساخت مجموعه پرداخت. انتقاد سعید منتظرالمهدی از برخی از سکانس‌های این مجموعه تلویزیونی بود که به زعم وی با بدیهی‌ترین اصول ساخت مجموعه‌های پلیسی و امنیتی فاصله معناداری دارد و با اشکالاتی در فرم و محتوا روبرست.[۱۵]
- سازمان نظام پزشکی و سازمان نظام پرستاری بخشی از قسمت‌های مجموعه را توهین نسبت به جامعه پرستاری و پزشکی تلقی کردند و از سازمان صداوسیما شکایت کردند.[۱۶][۱۷][۱۱][۱۸]
- خبرگزاری تسنیم در قسمت‌های اولیه مجوعه نیز به نقد این سریال پرداخته و کیفیت آن را پایین ارزیابی کرد.
- خبرگزاری ایرنا: اگرچه پخش این مجموعه در وقت افطار هیچ گونه سنخیتی با ایام ماه مبارک رمضان نداشت و انتقاد برخی از کارشناسان و منتقدان سینما و تلویزیون را به همراه داشت اما به هرحال به خاطر جذابیت داستان و مردم پسند بودن آن و همچنین پرداخت مجموعه به مقوله فساد اقتصادی و رانت‌خواری آقازاده‌ها و با موضوع پلیسی، امنیتی نوروز ۱۴۰۳ از تلویزیون و برای مخاطبان این ژانر پخش شد.[۱۹]
- جبار آذین: هفت سر اژدها» در زمینه کار تحقیقاتی موفق ظاهر شده و خیلی خوب نوشته، اجرا و کارگردانی شده است و حرف‌هایی که در این سریال عنوان می‌شوند، چیزهایی هستند که پیش‌تر بخش‌هایی از آن‌ها به گوش جامعه رسیده‌بود، اما وقتی به این شکل و با استفاده از نگاه هنرمندانه و توجه به ابعاد مختلف به تصویر می‌نشیند، قطعاً به شکلی تأثیرگذارتر اقدام به روشنگری افکار عمومی جامعه می‌کند. به عقیده من این سریال کار موفقی است که در کارنامه آقای طالبی و همچنین پرونده سریال‌های پلیسی امنیتی تلویزیون نمره بالایی را به خودش اختصاص می‌دهد.[۲۰]
- خبرگزاری ایسنا به رد کردن خطوط قرمزی چون: هنرپیشه زن بی‌حجاب، فساد قاضی دادگستری و سرهنگ پلیس، قتل‌های خشن و پخش کردن آهنگ رپ در این این سریال پرداخته است.[۲۱]